# Декстер смакує
«Декстер смакує» (англ. Dexter Is Delicious) — п'ятий роман, написаний Джеффом Ліндсеєм, і п'ята книга серії «Декстер». Роман вийшов у Великій Британії 8 липня 2010 року та 7 вересня 2010 року в Сполучених Штатах, після того, як Декстер Морган перестав бути соціопатом, він уперше відчуває щиру любов та емоції після народження доньки, намагаючись відійти від своєї темної пристрасті, досліджуючи ковен канібалів зі своїми відчуженими братами та сестрами.
Книга містить елементи канібалізму. Ліндсі сказав про дослідження, які він використав для написання роману: «Існують чат-групи канібалів… які просто вмирають, щоб дати вам рецепт, як підготувати і приготувати людське м'ясо».

## Сюжет
Через дев'ять місяців після виходу попередньої книги у Декстера і Рити народилася дочка Лілі. Народження приносить дивовижні зміни в Декстера; окрім того, що вперше відчув щиру любов та емоції, він також не відчуває примусу свого «Темного пасажира» вбивати та клянеться відмовитися від свого темного хобі, щоб бути хорошим батьком для своєї дочки. Декстера викликає на місце злочину його сестра Дебора, яка перебуває в розпалі юрисдикційної боротьби з ФБР через повідомлення про викрадення. Декстер вважає, що велика кількість знайденої крові була підкинута, і що зникла дівчина, про яку йдеться, Саманта Альдовар, інсценувала своє зникнення, щоб отримати гроші від батьків. Декстер проводить аналізи і виявляє, що група крові не збігається з групою Саманти.
Деб і Декстер вирушають до приватної школи Саманти і розмовляють з її директором, який спочатку неохоче ділиться будь-якою інформацією. Це змінюється, коли директор дізнається, що друг Саманти, Тайлер Спанос, дика дитина, також пропав безвісти. Подальші інтерв'ю з друзями показують, що з ними обома дружив молодий чоловік із зубами, обточеними, як ікла, і що лише кілька стоматологів у Майамі пропонували таку послугу. Їхнім головним підозрюваним є Боббі Акоста, син заможного міського чиновника, який вже врятував Боббі від кримінального переслідування.
Декстер здивований, коли його брат Браян, якого Декстер востаннє бачив кілька років тому, приводить Астор і Коді додому зі школи. Браян швидко залицяється до сім'ї Декстера, яка швидко починає його обожнювати — до великого жаху Декстера. Невдовзі Декстер отримує ще один дзвінок від Дебори й прибуває на місце злочину, де, очевидно, когось приготували та з'їли. ДНК, виділена з обгризених кісток, збігається з ДНК Тайлера Спаноса. Один із детективів, які працюють під керівництвом Деба, використовує свої зв'язки та заарештовує двох гаїтян, які клянуться, що бачили, як Боббі залишав машину Тайлера біля кав'ярні.
Дебора і Декстер затримують Віктора Чапіна, ще одного молодого чоловіка зі штучними іклами, але змушені відпустити його, коли з'являється громадський захисник. Декстер, у пориві надмірної люті через захист доньки, переслідує і вбиває Чапіна. Перед смертю Чапін зізнається, що був причетний до поїдання Тайлера. Ситуація погіршується, коли знаходять частково з'їдені рештки Діка, нестерпного напарника Деб. Обшукуючи смітник поблизу, Декстер знаходить закривавлену сорочку Діка і сувенірну фішку з місцевого готичного нічного клубу «Ікло». Дует проникає до клубу і знаходить Боббі, але менеджер клубу виганяє їх звідти. Вони чекають закриття клубу, після чого Декстер вривається туди на пошуки Саманти.
Декстер згадує, що раніше він вважав менеджера клубу жертвою після того, як велика кількість мігрантів зникла після роботи в «Іклі». Зрештою Декстер знаходить Саманту у великому холодильнику. Однак замість того, щоб піти за ним на свободу, Саманта замикає їх обох усередині. Саманта розповідає, що хоче, щоб її з'їли, і вони з Тайлером добровільно дозволили канібалам приготувати та з'їсти їх. Потім їх доставляють до трейлера в Еверглейдс, де вони залишають лише глечик з водою. Випивши воду, що містила MDMA, Декстер і Саманта впадають в ейфорію і багато разів займаються сексом. Невдовзі після цього приїжджають Деб і поліцейські Майамі та заарештовують канібалів, але в підсумку вбивають менеджера клубу. Саманта, розлючена через порятунок, погрожує фальшиво звинуватити Декстера в зґвалтуванні, щоб помститися за те, що він зруйнував її фантазію.
Наступного дня Дебора повідомляє Декстера, що Саманта знову втекла. Вони звертаються до батька Боббі, Джо, який відмовляється повернути сина. Однак мачуха Боббі Алана приватно розповідає, що Боббі перебуває в покинутому парку розваг, який належить його батькові. Там Декстер, Деб і хлопець Деб Кайл Чацкі потрапляють у полон до «шабашу» канібалів, який, як виявляється, очолює Алана. Деб і Чацкі забирають, залишаючи Декстера спостерігати, як Алана смажить шматок напівпритомної Саманти. Коли Алана готується зарізати Декстера, його брат Браян (замаскований під одного з її охоронців) стріляє в неї та інших членів шабашу. Браян звільняє Декстера і неохоче допомагає йому врятувати Деб і Чацкі. Втікаючи, вони перевіряють Саманту, яка помирає від ран. Декстер запевняє її, що її м'ясо було «смачним», що дозволило їй померти задоволеною.
Чацкі пориває з Деб, відчуваючи, що через нього вона ледь не загинула. Прокинувшись дорогою до лікарні, вона дізнається, що вагітна. Пізніше вона готується до пологів, незважаючи на ретельно організоване зникнення Чацкі. Декстер вирішує, що хоча тепер він відчуває емоції, як звичайні люди, він не може стояти осторонь і бути здобиччю, коли він може щось з цим зробити. Він вирішує, що найкраще, що він може зробити для Деб, це виконати її прохання і «подбати» про Боббі Акосту.